# Roan
Roan – norweskie miasto i gmina leżąca w okręgu Trøndelag.
Roan jest 249. norweską gminą pod względem powierzchni.

## Demografia
Według danych z roku 2005 gminę zamieszkuje 1074 osób, gęstość zaludnienia wynosi 2,88 os./km². Pod względem zaludnienia Roan zajmuje 401. miejsce wśród norweskich gmin.
| ludność stan na 1 stycznia 2005 |         |           |       |
|                                 | kobiety | mężczyźni | razem |
| osób                            | 538     | 536       | 1 074 |
| %                               | 50,09%  | 49,91%    | 100%  |

| wykształcenie stan na 1 października 2004 |        |         |        |        |
|                                           | podst. | średnie | wyższe | niezn. |
| osób                                      | 290    | 491     | 86     | 5      |
| %                                         | 33,26% | 56,31%  | 9,86%  | 0,57%  |

## Edukacja
Według danych z 1 października 2004:
- liczba szkół podstawowych (norw. grunnskolar): 3
- liczba uczniów szkół podst.: 140

## Władze gminy
Według danych na rok 2011 administratorem gminy (norw. rådmann) jest Michael Momyr, natomiast burmistrzem (norw. ordfører, d. borgermester) jest Albert Larsen.